# Dorlisheim
Dorlisheim (elsässisch Dorelse) ist eine französische Gemeinde mit 2616 Einwohnern (Stand 1. Januar 2021) im Département Bas-Rhin in der Region Grand Est (bis 2015 Elsass)

## Lage
Die Gemeinde Dorlisheim liegt an der Breusch, die hier die Vorbergzone der Vogesen verlässt und in die Oberrheinische Tiefebene eintritt, etwa 20 Kilometer westsüdwestlich der Innenstadt von Straßburg. Dorlisheim ist Endpunkt der Autoroute A352 von Duppigheim. Dorlisheim liegt an der Bahnstrecke Sélestat–Saverne und wird von TER-Zügen von und nach Straßburg und Sélestat bedient. Umgeben wird Dorlisheim von den Nachbargemeinden Molsheim im Norden, Altorf im Osten, Griesheim-près-Molsheim im Südosten, Rosheim Süden, Rosenwiller im Südwesten und Westen sowie Mutzig im Nordwesten.

## Geschichte
Ab 735 bekommt das Kloster Murbach mehrere Schenkungen in Dorolsham und Dorlosheim (Reg.Als.128 u. a.). In einer Bulle Papst Leos IX. für das Kloster Odilienberg (Mont Sainte Odilie) erscheint Dorlisheim in einem (nachträglich) angefügten Besitzverzeichnis (Reg.Imp. III +847). 1120 wird es Torolfesheim genannt.
Von 1871 bis zum Ende des Ersten Weltkrieges gehörte Dorlisheim als Teil des Reichslandes Elsaß-Lothringen zum Deutschen Reich und war dem Kreis Molsheim im Bezirk Unterelsaß zugeordnet.

### Bevölkerungsentwicklung
| Jahr                       | 1910 | 1962 | 1968 | 1975 | 1982 | 1990 | 1999 | 2006 | 2012 | 2021 |
| -------------------------- | ---- | ---- | ---- | ---- | ---- | ---- | ---- | ---- | ---- | ---- |
| Einwohner                  | 1756 | 1902 | 2008 | 2078 | 2149 | 2128 | 2167 | 2408 | 2507 | 2616 |
| Quellen: Cassini und INSEE |      |      |      |      |      |      |      |      |      |      |

## Wirtschaft
Dorlisheim ist eine elsässische Weinbaugemeinde mit zahlreichen Weingütern und Restaurants. Der Automobilhersteller Bugatti Automobiles hat hier eine Manufaktur, in der unter anderem der Bugatti Veyron 16.4 hergestellt wurde.

## Persönlichkeiten
- Ettore Bugatti (1881–1947), Automobilfabrikant und Konstrukteur
- Jean Bugatti (1909–1939), dessen Sohn, Automobilfabrikant und Konstrukteur
- Roland Bugatti (1922–1977), ebenfalls Sohn von Ettore Bugatti, Automobilfabrikant und Ingenieur

## Sehenswürdigkeiten

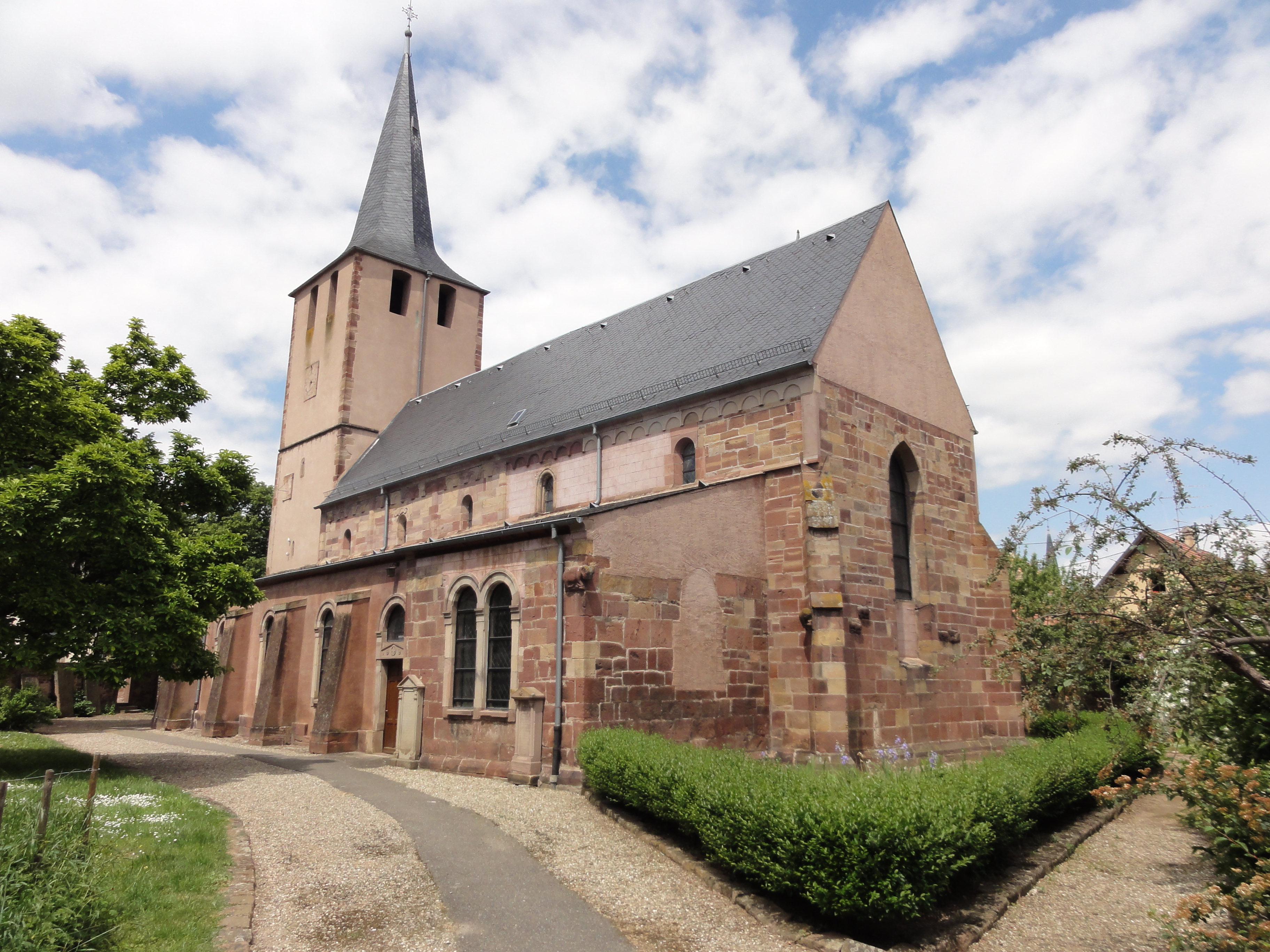
Protestantische Kirche St. Laurentius
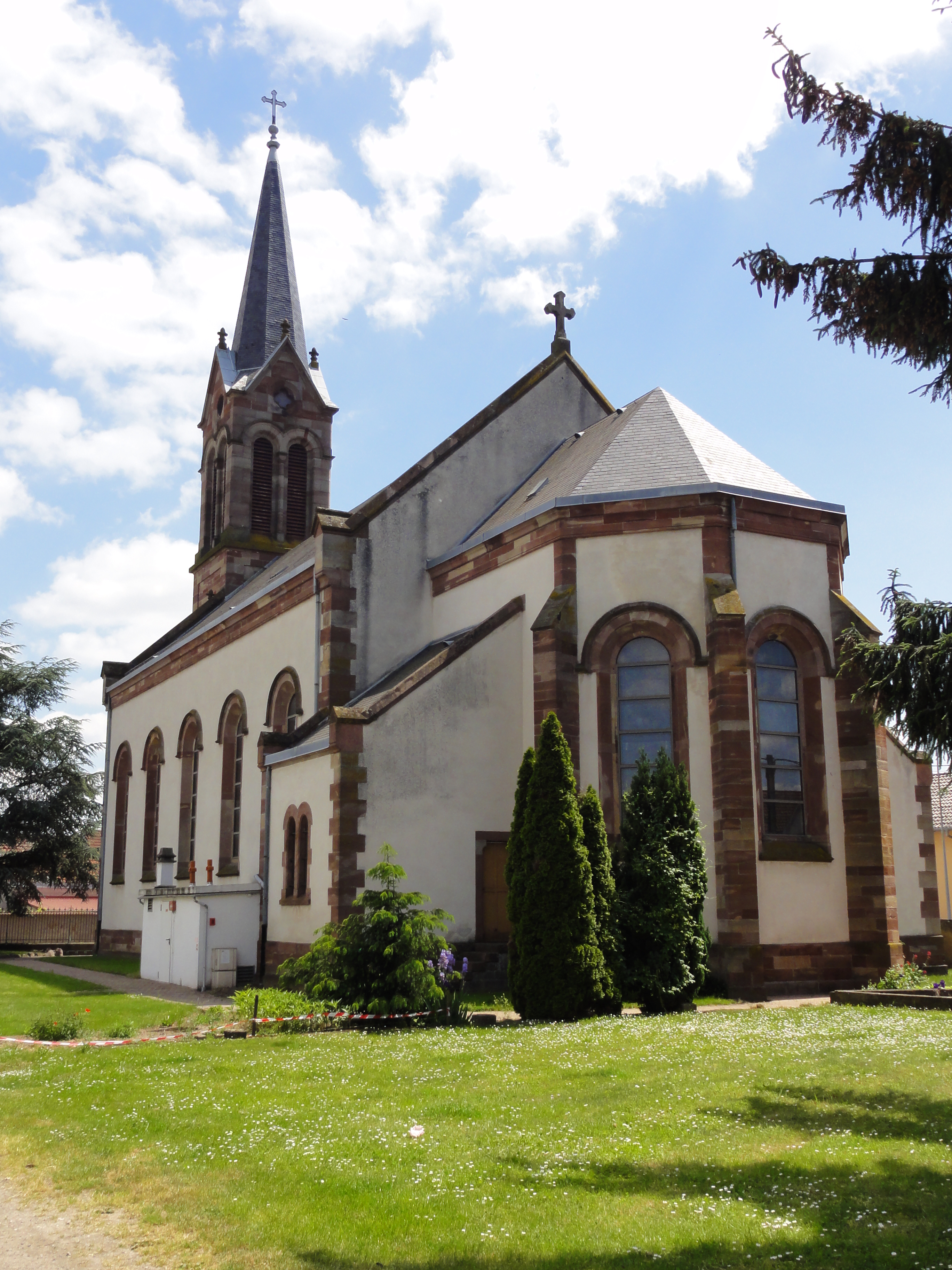
Katholische Kirche St. Laurentius
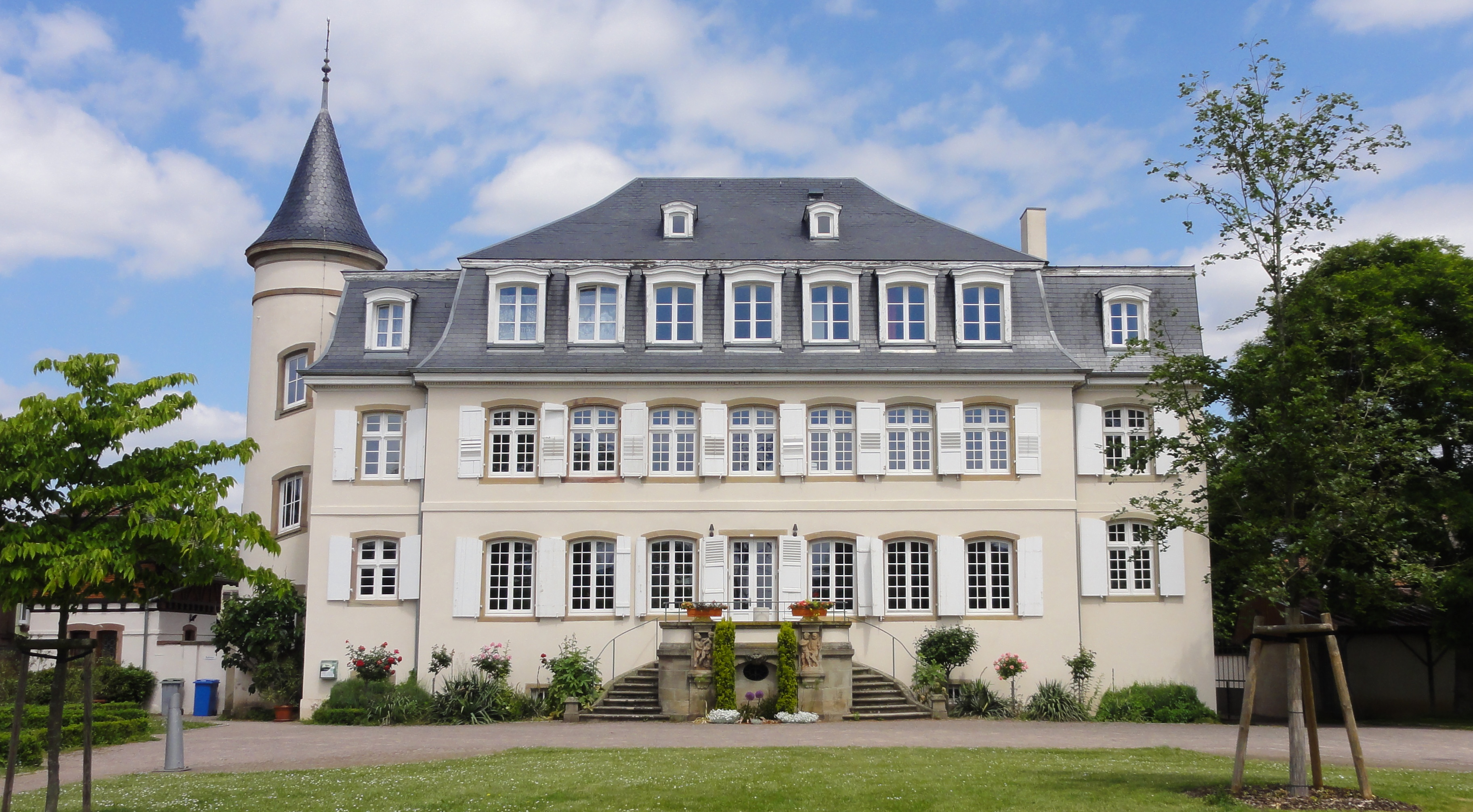
Schloss Hervé
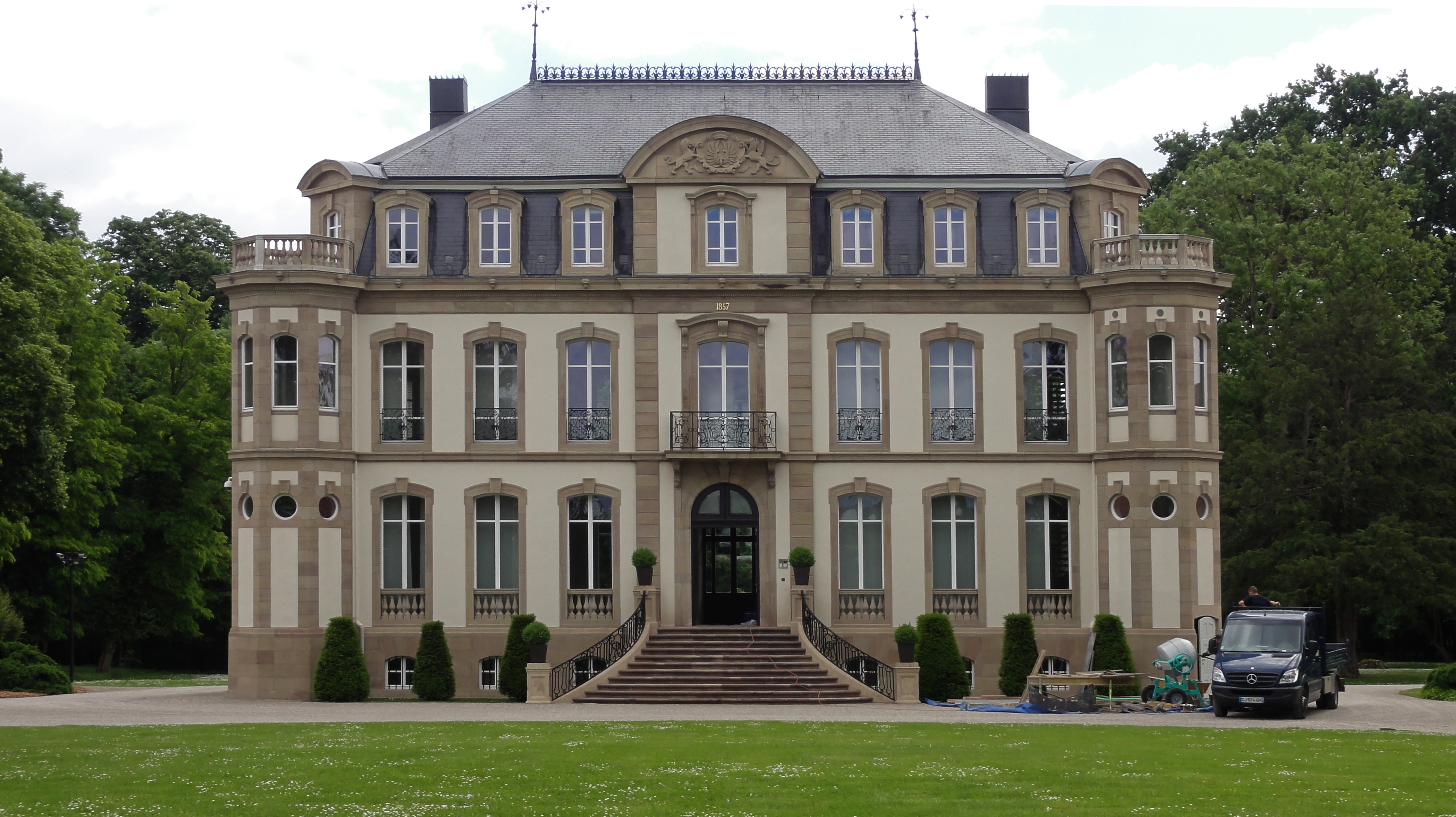
Schloss Bugatti
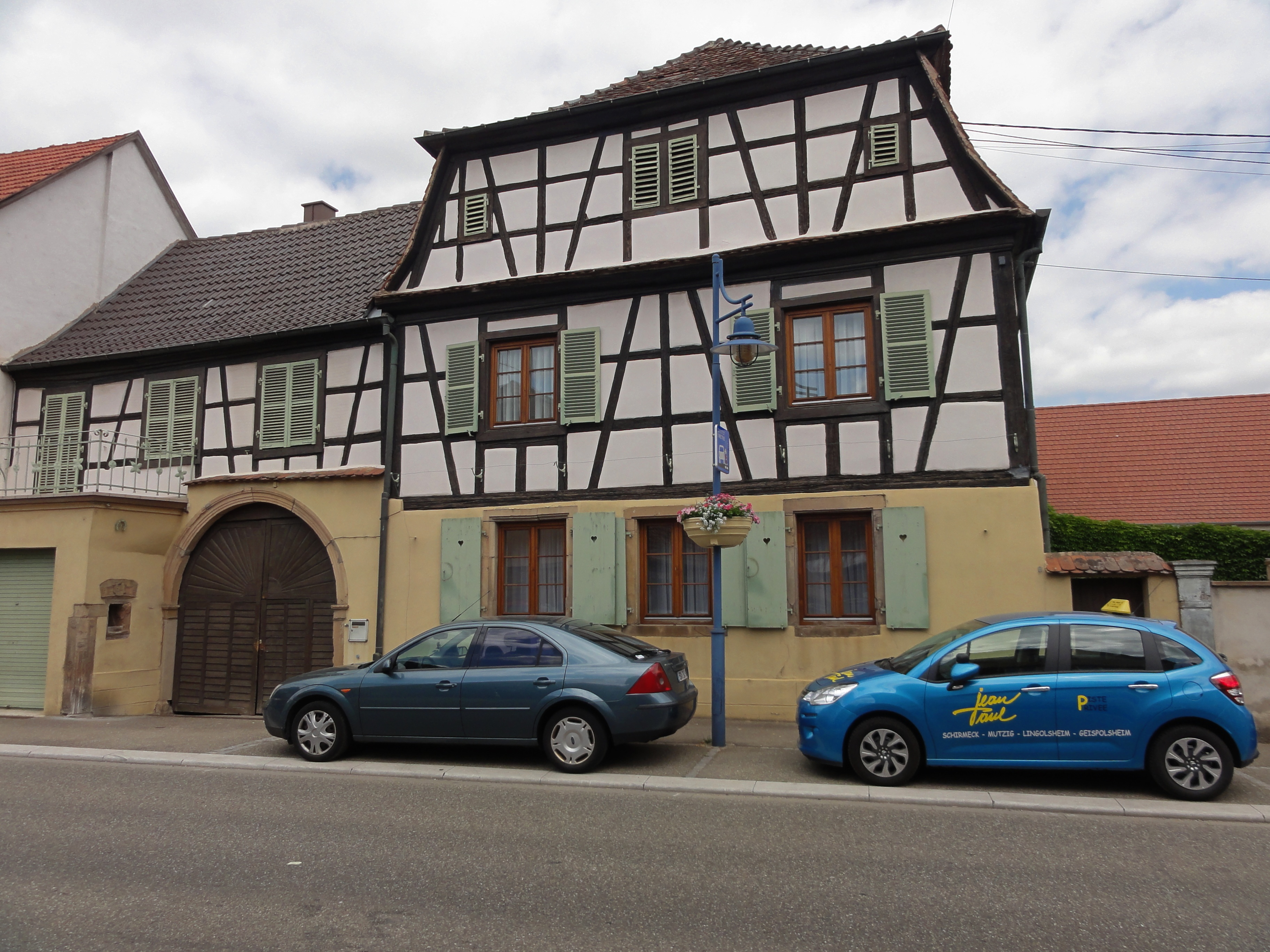
Fachwerkhaus in der GrandRue 10

- zwei Schlösser

- Protestantische Kirche St. Laurentius
- Katholische Kirche St. Laurentius
- Schloss Hervé
- Schloss Bugatti
- Fachwerkhaus in der GrandRue 10

## Belege
1. ↑  Gemeindeverzeichnis Deutschland 1900 – Kreis Molsheim
2. ↑  Weingüter in Dorlisheim